# Abschnittsbefestigung Spitalwald
Die Abschnittsbefestigung Spitalwald (Gemeinde Augsburg, Gemarkung Bergheim) liegt etwa 50 Höhenmeter über dem Anhauser Tal auf einem Höhenrücken im Naturpark Augsburg-Westliche Wälder (Bayerisch-Schwaben). Das Bodendenkmal geht vermutlich auf eine bronzezeitliche Siedlung oder Wehranlage zurück.

## Beschreibung

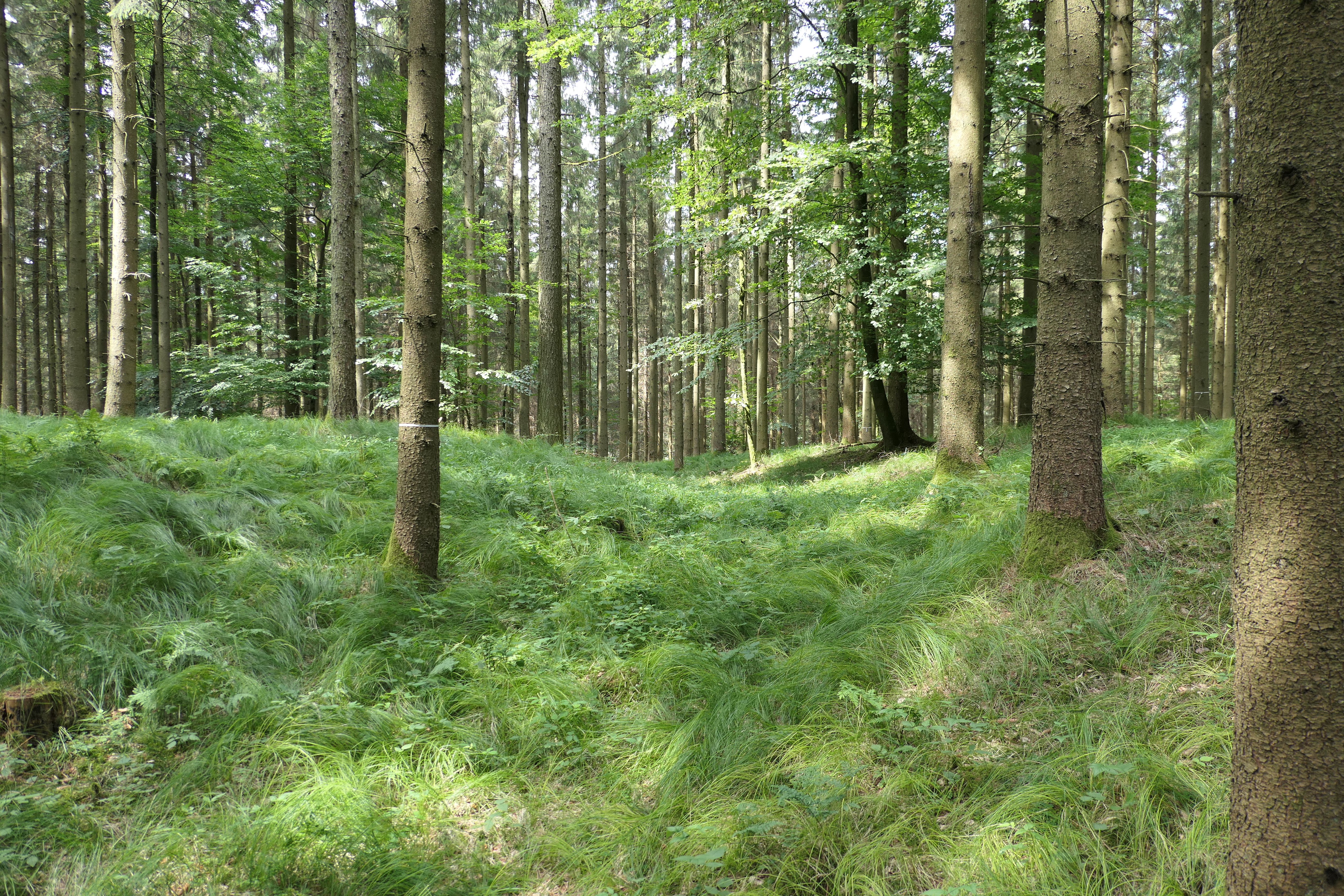
Abschnittsbefestigung Spitalwald Blickrichtung Nord

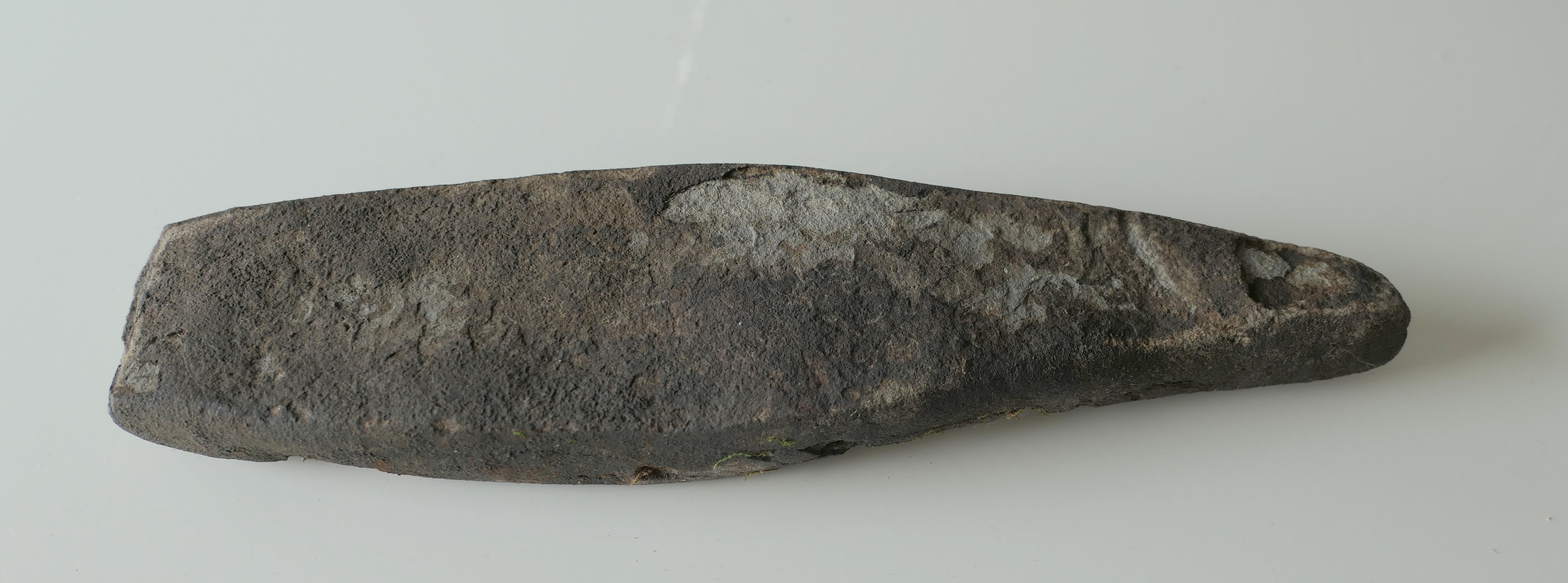
Schleifstein als Lesefund von der Abschnittsbefestigung Spitalwald (undatiert)

Ein lang gestreckter Höhenrücken über dem Burlafinger Weiher fällt nach Norden und Süden in Stufen in die Seitentäler ab. Im westlichen Kammbereich scheint die obere Geländestufe besonders nach Süden künstlich abgesteilt worden zu sein. Am südöstlichen Ende dieser Absteilung setzt ein bogenförmiger Graben an, der an der nördlichen Hangkante von einem kurzen Abschnittswall begleitet wird. Der etwa 1,5 Meter tiefe Abschnittsgraben wird auf der Innenseite von keinen Wallresten überhöht.
Das nahezu ebene, 20 bis 30 Meter breite und 100 Meter lange Plateau westlich der Abschnittsbefestigung wurde durch forstwirtschaftliche Maßnahmen verändert und trägt keine Hinweise auf eine Bebauung.

## Zeitstellung und Zweckbestimmung
Die Abschnittsbefestigung unterscheidet sich deutlich von den meisten der zahlreichen Wallanlagen im Augsburger Umland. Die flüchtige Ausführung und geringe Grabentiefe deutet auf eine frühe Entstehung hin. Viele Schutzburgen dieser Region wurden bis ins frühe Mittelalter genutzt und werden deshalb in ihrer letzten Ausbaustufe als Ungarnschutzburgen des 10. Jahrhunderts interpretiert (Schlacht auf dem Lechfeld). Nur wenige Kilometer südöstlich hat sich mit der Abschnittsbefestigung Straßberg ein solcher kleiner mutmaßlicher Ungarnwall erhalten.
Die Abschnittsbefestigung im Spitalwald lässt keine eindeutigen Hinweise auf eine Weiternutzung bis ins frühe Mittelalter erkennen. Insbesondere fehlen im Spitalwald die typischen Hanggräben frühmittelalterlicher Burganlagen. Das Bayerische Landesamt für Denkmalpflege vermutet hier einen bronzezeitlichen Siedlungs- oder Burgplatz (Denkmalnummer D-7-7630-0073). Die genaue Zeitstellung des Denkmales bleibt allerdings bis zu einer fachkundigen archäologischen Untersuchung des Geländes spekulativ.